# Darwol (métro de Séoul)
Darwol (hangeul : 달월 ; hanja : 達月) est une station de passage de la ligne Suin–Bundang du métro de Séoul. Elle est située au 55 Seohaean-ro 736beon-gil, sur le territoire de la ville Siheung-si, province Gyeonggi-do, au sud-ouest de Séoul, en Corée du Sud.
Ouverte en 2014, la station est desservie par les rames omnibus qui circulent sur la ligne Suin–Bundang.

## Situation sur le réseau

Plan du réseau (2023)

Établie en surface, la station Darwol est une station de passage de la ligne Suin–Bundang du métro de Séoul. : elle est située entre la station Oido, en direction du terminus nord Cheongnyangni, et la station Wolgot en direction du terminus ouest Incheon.